# You Belong with Me
Singles de Taylor Swift
White Horse
(2008) Fifteen
(2009)
You Belong with Me est un single de la chanteuse américaine Taylor Swift extrait de l'album Fearless sorti en 2009.

## Signification
La chanson raconte l'histoire d'une fille (Taylor Swift ici) qui est amoureuse de son voisin qui sort avec la capitaine des pom-pom girls du lycée. Taylor et son voisin se parlent en se montrant des messages par leur fenêtre.
Dans cette chanson, elle lui dit que cette fille ne le comprend pas, et que c'est elle-même qui le comprendra le mieux, et qu'il lui appartient en quelque sorte.
Dans le clip vidéo, la fille finit par quitter ce garçon, et à la fin ce dernier et Taylor Swift se retrouve au bal de fin d'année. Ils dansent ensemble et s'embrassent, le garçon refusant de danser avec son ancienne petite amie. On découvre qu'il avait écrit, comme Taylor, "I love you" sur un papier mais aucun des deux ne se l'était montré jusqu'à présent.
Dans la vidéo, Taylor Swift joue les rôles des deux filles.

## Format et liste des pistes
- États-Unis Téléchargement digital

1. You Belong with Me (Album Version) – 3:52

- CD Single 2-pistes

1. You Belong with Me" (Album Version) – 3:52
2. Love Story" (Stripped) – 3:54

- Australie / Europe Promo Single

1. You Belong with Me (Radio Mix) – 3:54

- CD Single 2 - 2-pistes

1. You Belong with Me (Album Version) – 3:52
2. You Belong with Me (Radio Mix) – 3:54

- États-Unis Téléchargement digital Pop

1. You Belong with Me (Pop Mix) – 3:47

## Classements et certifications
| Classement (2009)                  | Meilleure position |
| ---------------------------------- | ------------------ |
| Australie (ARIA)                   | 5                  |
| Belgique (Flandre Ultratip 100)    | 11                 |
| Belgique (Wallonie Ultratip 50)    | 23                 |
| Canada Hot 100                     | 3                  |
| Danemark (Tracklisten)             | 32                 |
| Pays-Bas (Single Top 100)          | 68                 |
| Europe Hot 100 Singles             | 61                 |
| Hongrie Classement Airplay Singles | 31                 |
| Japon Japan Hot 100                | 14                 |
| Irlande (IRMA)                     | 12                 |
| Nouvelle-Zélande (RMNZ)            | 5                  |
| Suède (Sverigetopplistan)          | 47                 |
| Royaume-Uni (UK Singles Chart)     | 30                 |
| États-Unis (Billboard Hot 100)     | 2                  |
| États-Unis (Adult Contemporary)    | 1                  |
| États-Unis (Hot Country Songs)     | 1                  |
| États-Unis (Pop Songs)             | 2                  |
| États-Unis (Adult Pop Songs)       | 2                  |

| Classement (2009)                  | Position |
| ---------------------------------- | -------- |
| Australie Classement single        | 17       |
| Canada Hot 100                     | 14       |
| Nouvelle-Zélande Classement single | 25       |
| Royaume-Uni UK Singles Chart       | 177      |
| États-Unis Billboard Hot 100       | 11       |
| États-Unis Hot Country Songs       | 13       |

| Classement (2000-2009)      | Position |
| --------------------------- | -------- |
| Australie Classement single | 88       |

| Pays                 | Certification |
| -------------------- | ------------- |
| Australie ARIA       | 3 × Platine   |
| Canada Music Canada  | 2 × Platine   |
| Nouvelle-Zélande RIA | Platine       |
| États-Unis RIA       | 4× Platine    |